# Сондрожиці
Сондрожиці (пол. Sądrożyce) — село в Польщі, у гміні Твардоґура Олесницького повіту Нижньосілезького воєводства.
Населення — 347 осіб (2011).
У 1975-1998 роках село належало до Вроцлавського воєводства.

## Демографія
Демографічна структура станом на 31 березня 2011 року:
|          | Загалом | Допрацездатний вік | Працездатний вік | Постпрацездатний вік |
| -------- | ------- | ------------------ | ---------------- | -------------------- |
| Чоловіки | 181     | 38                 | 125              | 18                   |
| Жінки    | 166     | 32                 | 97               | 37                   |
| Разом    | 347     | 70                 | 222              | 55                   |